# 무작정 상경
"무작정 상경"은 한국에서 제작된 김기덕 감독의 1970년 영화이다. 박노식 등이 주연으로 출연하였고 차태진 등이 제작에 참여하였다.

## 출연

### 주연
- 박노식
- 김지수
- 유미
- 이예춘

## 기타
- 조명: 박태수
- 미술: 박석인